# بريم تشند
منشي بريم تشند (بالهندية: प्रेमचंद، بالأردية: پریم چند؛ 31 يوليو 1880 - 8 أكتوبر 1936) من أشهر أعلام الأدب الهندي والأردي.
ولد بريم تشند في منطقة لاماهي بالقرب من فاراناسي. توفي والداه في سن مبكره من حياته حيث كان طالباً في المدرسة. بدأ بالكتابة باللغة الأردية تحت اسم «ناوابراي». كتب ما يفوق الثلاثمائة قصة، بالإضافة إلى عدد من الروايات ومسرحيتين. من أبرز ما ميز بريم تشند أسلوبه المميز في سرد القصة، واستخدام الألفاظ واللغة المبسطة. تصف الكثير من قصصه مشاكل الطبقة المتوسطة في المدن. لم يستخدم بريم تشند الحروف السنسكريتية كما يستخدم معظم الهنود، بل استخدم الهندوستانية (الهندية بحروف عربية فارسية). ترجمت العديد من أعماله إلى الإنجليزية والروسية.

## احتفال جوجل

احتفال جوجل بالذكرى 136 لميلاد بريم تشند

في يَوم الأحد 31 يوليو 2016 احتفلَ مُحرك البجث جوجل بالذِكرى 136 لِميلاد بريم تشند.

## روابط خارجية
- بريم تشند على موقع IMDb (الإنجليزية)
- بريم تشند على موقع الموسوعة البريطانية (الإنجليزية)
- بريم تشند على موقع قاعدة بيانات الفيلم (الإنجليزية)